# 秦瘦鷗

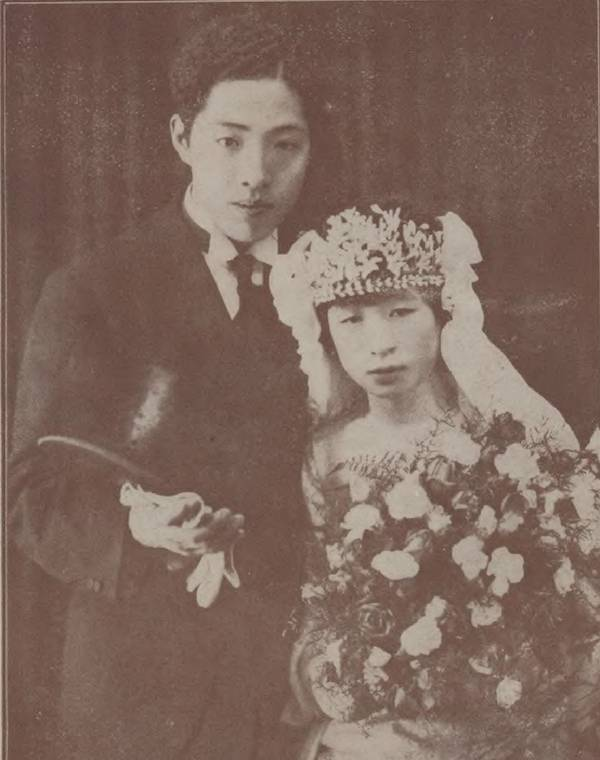
秦瘦鷗與王茵玖新婚照，1929年。

秦瘦鷗（1908年6月28日—1993年10月14日），原名秦浩、上海嘉定人、著名作家及鴛鴦蝴蝶派代表人物。他使用「秦瘦鷗」作筆名前曾用筆名「怪風」創作長篇言情小說代表作《秋海棠》。其姐夫吳拯寰歷任上海通聯書店出版計劃委員會主任委員暨上海童聯書店董事長和上海市文史館館員。

## 生平
秦瘦鷗1908年6月28日生於嘉定城區南大街李家弄。他早年就讀上海市嘉定企雲小學（與瞿白音、沈逸千、浦熙修等文化界名人為同學）、上海澄衷中學（14歲前）及中華職業學校（14歲後），1927年7月畢業於國立上海商學院（上海財經大學）銀行系。他曾是中國民主促進會成員以及中國作家協會會員。從小就是戲迷，且認識許多演員。1926年起，他開始以筆名「怪風」、「劉白帆」、「萬千」和「寧遠」去發表作品如長篇小說《秋海棠》、《危城記》、《梅寶》、《第十六樁離婚案》、《孽海濤》、《永夜》、散文集《晚霞集》、《海棠室閑話》、《戲迷自傳》，評論集《小說縱横談》、短篇小說《恩、仇、善、惡》、札記《晨讀雜記》、短篇小說集《第三者》，翻譯裕德齡的作品《瀛台泣血記》、《御香縹緲錄》、《茶花女》以及其他西方名作家的著作等，並邀請德齡之妹裕容齡為《御香縹緲錄》撰寫序文。在1941年1月6日至1942年2月13日，他的小說《秋海棠》在《申報》上連載，1942年7月金城图书公司出版單行本。1942年12月24日-1943年5月11日，费穆改編和導演成話劇，石揮主演、上海藝術劇團出品，在上海连演4个半月，150余场，创下话剧界的卖座纪录。電視劇有1985年由龔雪主演和2007年由黃奕、辛柏青主演。電影第一版是國語電影，1943年12月由马徐维邦编导，李丽华、吕玉堃主演、上海华影公司出品，第二版是1955年粵語香港電影，吳回導演，張活游、李清、白燕、馮峰主演。還有改編為滬劇、越劇、蘇州評彈。
1949年前後，秦瘦鷗歷任《大美晚報》、《大英夜報》兼《譯報》編輯（於1937年上海淪陷後開始當這幾家報社的編輯）、上海持志大學、大夏大學中文系講師、中國通商銀行衡陽分行文書主任、香港《文匯報》副刊部主任、上海文匯出版社第一編輯室主任（1956年調任）、集文出版社編輯、上海文化出版社編輯室主任、上海文藝出版社兼上海辭書出版社編審以及上海市文學藝術界聯合會委員。在1966年至1976年期間，秦瘦鷗在文化大革命中遭到批鬥。他曾想與老舍、傅雷一樣以死抗爭。後因得到讀者的安慰而打消念頭，並寫成《劫收日記》。1982年，他遷入上海法華鎮路淮海大樓定居。他當時雖然患病，但仍然經常参與鄰里活動和替他們向區政府寫信反映民意。及至1993年10月14日病歿。